# ایدا مارکو-وارکا
ایدا مارکو-وارکا (به انگلیسی: Ida Marko-Varga) (زادهٔ ۱۰ مارس ۱۹۸۵) شناگر اهل سوئد است.